# Rhododendron sayeri
Rhododendron sayeri är en ljungväxtart som beskrevs av Herman Otto Sleumer. Rhododendron sayeri ingår i släktet rododendron, och familjen ljungväxter. Inga underarter finns listade i Catalogue of Life.